# Władcy Hiszpanii

Obecny sztandar królewski

## Trastámara
Pod rządami Izabeli i Ferdynanda królestwa Kastylii i Aragonii, zostały połączone unią personalną. Hiszpańska historiografia ogólnie traktuje to jako powstanie Królestwa Hiszpanii, ale w rzeczywistości oba królestwa rządziły się własnymi prawami. Dopiero dekretami Nueva Planta z początku XVIII wieku, obie ziemie zostały formalnie połączone w jedno państwo.
| # | Imię                             |          | Lata życia                                    | Lata życia                         | Czas rządów                                              | Czas rządów                                              | Rodzice                                |
| # | Imię                             | Urodzony | Zmarł                                         | Od                                 | Do                                                       |                                                          | Rodzice                                |
| - | -------------------------------- | -------- | --------------------------------------------- | ---------------------------------- | -------------------------------------------------------- | -------------------------------------------------------- | -------------------------------------- |
| 1 | Ferdynand V (II) Fernando V (II) |          | 10 marca 1452 Sos del Rey Católico            | 23 stycznia 1516 Madrigalejo       | 15 stycznia 1475 w Kastylii 20 stycznia 1479 w Aragonii  | 26 listopada 1504 w Kastylii 23 stycznia 1516 w Aragonii | Jan II Aragoński Joanna Enríquez       |
| 2 | Izabela I Katolicka Isabel I     |          | 22 kwietnia 1451 Madrigal de las Altas Torres | 26 listopada 1504 Medina del Campo | 11 grudnia 1474 w Kastylii                               | 26 listopada 1504 w Kastylii                             | Jan II Kastylijski Izabela Portugalska |
| 3 | Joanna I Juana I                 |          | 6 listopada 1479 Toledo                       | 12 kwietnia 1555 Tordesillas       | 26 listopada 1504 w Kastylii 23 stycznia 1516 w Aragonii | 12 kwietnia 1555                                         | Ferdynand V (II) Izabela I Katolicka   |

## Habsburgowie
| # | Imię                    |          | Lata życia                 | Lata życia                | Czas rządów                | Czas rządów                 | Rodzice                                   |
| # | Imię                    | Urodzony | Zmarł                      | Od                        | Do                         |                             | Rodzice                                   |
| - | ----------------------- | -------- | -------------------------- | ------------------------- | -------------------------- | --------------------------- | ----------------------------------------- |
| 4 | Filip I Piękny Felipe I |          | 22 lipca 1478 Brugia       | 25 września 1506 Burgos   | 27 czerwca 1506 w Kastylii | 25 września 1506 w Kastylii | Maksymilian I Habsburg Maria Burgundzka   |
| 5 | Karol I Carlos I        |          | 24 lutego 1500 Gandawa     | 21 września 1558 Yuste    | 14 marca 1516              | 16 stycznia 1556 Abdykował  | Filip I Piękny Joanna Szalona             |
| 6 | Filip II Felipe II      |          | 21 maja 1527 Valladolid    | 13 września 1598 Escorial | 16 stycznia 1556           | 13 września 1598            | Karol I Habsburg Izabela Portugalska      |
| 7 | Filip III Felipe III    |          | 14 kwietnia 1578 Madryt    | 31 marca 1621 Madryt      | 13 września 1598           | 31 marca 1621               | Filip II Habsburg Anna Habsburg           |
| 8 | Filip IV Felipe IV      |          | 8 kwietnia 1605 Valladolid | 17 września 1665 Madryt   | 31 marca 1621              | 17 września 1665            | Filip III Habsburg Małgorzata Austriaczka |
| 9 | Karol II Carlos II      |          | 6 listopada 1661 Madryt    | 1 listopada 1700 Madryt   | 17 września 1665           | 1 listopada 1700            | Filip IV Habsburg Marianna Habsburg       |

## Habsburgowie – linia austriacka
Podczas wojny o hiszpańską sukcesję kandydatem koalicji na tron hiszpański został arcyksiążę Karol (syn cesarza Leopolda I). W 1704 r. został proklamowany królem Hiszpanii Karolem III (w Hiszpanii był znany jako Don Carlos).
| # | Imię               |          | Lata życia                 | Lata życia                  | Czas rządów      | Czas rządów  | Rodzice                                                 |
| # | Imię               | Urodzony | Zmarł                      | Od                          | Do               |              | Rodzice                                                 |
| - | ------------------ | -------- | -------------------------- | --------------------------- | ---------------- | ------------ | ------------------------------------------------------- |
| – | Karol (III) Carlos |          | 1 października 1685 Wiedeń | 20 października 1740 Wiedeń | 12 września 1703 | 2 lipca 1715 | Leopold I Habsburg Eleonora Magdalena von Pfalz-Neuburg |

## Burbonowie
- tymczasowo

| #    | Imię                        |          | Lata życia                    | Lata życia                                  | Czas rządów       | Czas rządów                | Rodzice                                        |
| #    | Imię                        | Urodzony | Zmarł                         | Od                                          | Do                |                            | Rodzice                                        |
| ---- | --------------------------- | -------- | ----------------------------- | ------------------------------------------- | ----------------- | -------------------------- | ---------------------------------------------- |
| 10   | Filip V Felipe V            |          | 19 grudnia 1683 Wersal        | 9 lipca 1746 Madryt                         | 16 listopada 1700 | 14 stycznia 1724 Abdykował | Ludwik Burbon Maria Anna Bawarska              |
| 11   | Ludwik I Luis I             |          | 25 sierpnia 1707 Madryt       | 31 sierpnia 1724 Madryt                     | 14 stycznia 1724  | 31 sierpnia 1724           | Filip V Burbon Maria Ludwika Sabaudzka         |
| (10) | Filip V Felipe V (Ponownie) |          | 19 grudnia 1683 Wersal        | 9 lipca 1746 Madryt                         | 6 września 1724   | 9 lipca 1746               | Ludwik Burbon Maria Anna Bawarska              |
| 12   | Ferdynand VI Fernando VI    |          | 23 września 1713 Madryt       | 10 sierpnia 1759 Villaviciosa de Odon       | 9 lipca 1746      | 10 sierpnia 1759           | Filip V Burbon Maria Ludwika Sabaudzka         |
| 13   | Karol III Carlos III        |          | 20 stycznia 1716 Madryt       | 14 grudnia 1788 Madryt                      | 10 sierpnia 1759  | 14 grudnia 1788            | Filip V Burbon Elżbieta Farnese                |
| 14   | Karol IV Carlos IV          |          | 11 listopada 1748 Portici     | 20 stycznia 1819 Rzym                       | 14 grudnia 1788   | 19 marca 1808              | Karol III Hiszpański Maria Amalia Wettyn       |
| 15   | Ferdynand VII Fernando VII  |          | 14 października 1784 Escorial | 29 września 1833 Madryt                     | 19 marca 1808     | 6 maja 1808                | Karol IV Burbon Maria Ludwika Burbon-Parmeńska |
| –    | Antoni Burbon               |          | 31 grudnia 1755 Caserta       | 20 kwietnia 1817 San Lorenzo de El Escorial | 10 kwietnia 1808  | 4 maja 1808                | Karol III Hiszpański Maria Amalia Wettyn       |

## Bonaparte
- tymczasowo

| #  | Imię                      |          | Lata życia                    | Lata życia                 | Czas rządów      | Czas rządów     | Rodzice                             |
| #  | Imię                      | Urodzony | Zmarł                         | Od                         | Do               |                 | Rodzice                             |
| -- | ------------------------- | -------- | ----------------------------- | -------------------------- | ---------------- | --------------- | ----------------------------------- |
| –  | Joachim Murat             |          | 25 marca 1767 Labastide-Murat | 13 października 1815 Pizzo | 4 maja 1808      | 20 lipca 1808   | Pierre Murat-Jordy Jeanne Loubières |
| 16 | Józef I José I            |          | 7 stycznia 1768 Corte         | 28 lipca 1844 Florencja    | 6 czerwca 1808   | 11 grudnia 1813 | Carlo Buonaparte Letycja Ramolino   |
| –  | Najwyższa Junta Centralna |          |                               |                            | 25 września 1808 | 10 maja 1814    |                                     |

## Burbonowie
- tymczasowo

| #    | Imię                                  |          | Lata życia                            | Lata życia                      | Czas rządów          | Czas rządów          | Rodzice                                            |
| #    | Imię                                  | Urodzony | Zmarł                                 | Od                              | Do                   |                      | Rodzice                                            |
| ---- | ------------------------------------- | -------- | ------------------------------------- | ------------------------------- | -------------------- | -------------------- | -------------------------------------------------- |
| (15) | Ferdynand VII Fernando VII (Ponownie) |          | 14 października 1784 Escorial         | 29 września 1833 Madryt         | 11 sierpnia 1808     | 11 czerwca 1823      | Karol IV Hiszpański Maria Ludwika Burbon-Parmeńska |
| –    | Tymczasowa junta Rządowa              |          |                                       |                                 | 9 kwietnia 1823      | 25 maja 1823         |                                                    |
| –    | Regencja                              |          |                                       |                                 | 25 maja 1823         | 1 października 1823  |                                                    |
| –    | Tymczasowa Regencja                   |          |                                       |                                 | 11 czerwca 1823      | 15 czerwca 1823      |                                                    |
| (15) | Ferdynand VII Fernando VII (Ponownie) |          | 14 października 1784 Escorial         | 29 września 1833 Madryt         | 1 października 1823  | 29 września 1833     | Karol IV Hiszpański Maria Ludwika Burbon-Parmeńska |
| 17   | Izabela II Isabel II                  |          | 10 października 1830 Madryt           | 10 kwietnia 1904 Paryż          | 29 września 1833     | 30 września 1868     | Ferdynand VII Maria Krystyna Burbon                |
| –    | Maria Krystyna Burbon                 |          | 27 kwietnia 1806 Palermo              | 22 sierpnia 1878 Sainte-Adresse | 29 września 1833     | 12 października 1840 | Franciszek I Burbon Maria Izabela Burbon           |
| –    | Tymczasowa Regencja                   |          |                                       |                                 | 12 października 1840 | 10 maja 1841         |                                                    |
| –    | Baldomero Espartero                   |          | 27 lutego 1793 Granátula de Calatrava | 8 stycznia 1879 Logroño         | 10 maja 1841         | 23 lipca 1843        |                                                    |
| –    | Tymczasowy Rząd Narodowy              |          |                                       |                                 | 23 lipca 1843        | 10 listopada 1843    |                                                    |

## Dynastia Sabaudzka
- tymczasowo

| #  | Imię                |          | Lata życia                    | Lata życia               | Czas rządów         | Czas rządów     | Rodzice                                   |
| #  | Imię                | Urodzony | Zmarł                         | Od                       | Do                  |                 | Rodzice                                   |
| -- | ------------------- | -------- | ----------------------------- | ------------------------ | ------------------- | --------------- | ----------------------------------------- |
| –  | Francisco Serrano   |          | 18 września 1810 San Fernando | 26 listopada 1885 Madryt | 8 października 1868 | 2 stycznia 1871 |                                           |
| 18 | Amadeusz I Amadeo I |          | 30 maja 1845 Turyn            | 18 stycznia 1890 Turyn   | 4 grudnia 1870      | 11 lutego 1873  | Wiktor Emanuel II Maria Adelajda Habsburg |

## Królestwo Hiszpanii (1874–1931)

### Burbonowie
- tymczasowo

| #  | Imię                         |          | Lata życia                 | Lata życia                 | Czas rządów       | Czas rządów       | Rodzice                                                       |
| #  | Imię                         | Urodzony | Zmarł                      | Od                         | Do                |                   | Rodzice                                                       |
| -- | ---------------------------- | -------- | -------------------------- | -------------------------- | ----------------- | ----------------- | ------------------------------------------------------------- |
| –  | Antonio Cánovas del Castillo |          | 8 lutego 1828 Malaga       | 8 sierpnia 1897 Gipuzkoa   | 31 grudnia 1874   | 14 stycznia 1875  |                                                               |
| 19 | Alfons XII Alfonso XII       |          | 28 listopada 1857 Madryt   | 25 listopada 1885 El Pardo | 31 grudnia 1874   | 25 listopada 1885 | Franciszek de Asís Burbon Izabela II Hiszpańska               |
| 20 | Alfons XIII Alfonso XIII     |          | 17 maja 1886 Madryt        | 28 lutego 1941 Rzym        | 17 maja 1886      | 14 kwietnia 1931  | Alfons XII Burbon Maria Krystyna Habsburżanka                 |
| –  | Maria Krystyna Austriacka    |          | 21 lipca 1858 Židlochovice | 6 lutego 1929 Madryt       | 25 listopada 1885 | 17 maja 1902      | Karol Ferdynand Habsburg Elżbieta Franciszka Maria Austriacka |

## Państwo Hiszpańskie(1936–1975)
- tymczasowo

| # | Imię              |          | Lata życia                | Lata życia               | Czas rządów         | Czas rządów         | Rodzice |
| # | Imię              | Urodzony | Zmarł                     | Od                       | Do                  |                     | Rodzice |
| - | ----------------- | -------- | ------------------------- | ------------------------ | ------------------- | ------------------- | ------- |
| – | Miguel Cabanellas |          | 1 stycznia 1872 Kartagena | 14 maja 1938 Malaga      | 24 lipca 1936       | 1 października 1936 |         |
| – | Francisco Franco  |          | 4 grudnia 1892 Ferrol     | 20 listopada 1975 Madryt | 1 października 1936 | 20 listopada 1975   |         |
| – | Rada Regencyjna   |          |                           |                          | 20 listopada 1975   | 22 listopada 1975   |         |

## Królestwo Hiszpanii (od 1975)

### Burbonowie
| #  | Imię                      |          | Lata życia              | Lata życia | Czas rządów       | Czas rządów     | Rodzice                                            |
| #  | Imię                      | Urodzony | Zmarł                   | Od         | Do                |                 | Rodzice                                            |
| -- | ------------------------- | -------- | ----------------------- | ---------- | ----------------- | --------------- | -------------------------------------------------- |
| 21 | Jan Karol I Juan Carlos I |          | 5 stycznia 1938 Rzym    |            | 22 listopada 1975 | 19 czerwca 2014 | Jan Burbon Maria de las Mercedes Burbon-Sycylijska |
| 22 | Filip VI Felipe VI        |          | 30 stycznia 1968 Madryt |            | 19 czerwca 2014   |                 | Jan Karol I Zofia Grecka                           |